# Episodi di Il commissario Köster (undicesima stagione)
La undicesima stagione della serie televisiva Il commissario Köster è stata trasmessa in prima visione negli Germania da ZDF dal 16 gennaio 1987.
| n. | Titolo originale        | Titolo italiano           | Prima TV Germania | Prima TV Italia |
| -- | ----------------------- | ------------------------- | ----------------- | --------------- |
| 1  | Tod eines Pirate        | Il patrigno               | 16 gennaio 1987   |                 |
| 2  | Der sanfte Tod          | La dolce morte            | 20 febbraio 1987  |                 |
| 3  | Die Abrechnung          | La resa dei conti         | 13 marzo 1987     |                 |
| 4  | Tod vor Schalterschluß  | Delitto perfetto          | 27 marzo 1987     |                 |
| 5  | Wie das Leben so spielt | Duplice omicidio          | 15 maggio 1987    |                 |
| 6  | Verwischte Spuren       | Tracce cancellate         | 29 maggio 1987    |                 |
| 7  | Ultimo                  | Il killer                 | 26 giugno 1987    |                 |
| 8  | Ein teuflischer Plan    | Morte di un ragioniere    | 11 luglio 1987    |                 |
| 9  | Die letzte Nach         | Molti motivi per uccidere | 4 settembre 1987  |                 |
| 10 | Alibi: Mozart…          | Alibi: Mozart…            | 16 ottobre 1987   |                 |
| 11 | Der Stichtag            | Scadenza fatale           | 13 novembre 1987  |                 |
| 12 | Mord ist Mord           | Una strana famiglia       | 11 dicembre 1987  |                 |

## Il patrigno
- Titolo originale: Tod eines Piraten
- Diretto da: Zbynek Brynych
- Scritto da: Volker Vogeler
- Interpreti: Rolf Schimpf - Leo Kress, Michael Ande - Gerd Heymann, Charles M. Huber - Henry Johnson, Wolfgang Zerlett - Meyer Zwo, Claude-Oliver Rudolph - Fritz Wieland, Christine Wodetzky - Franziska Kilian, Christoph Eichhorn - Patrick Kilian, Uwe Fellensiek - Stephan Kilian, Werner Schnitzer - Werner Ruprecht, Uli Krohm - Trost, Mario Andersen, Lilly Berger, Gaby Herbst - vicina, Alf Marholm - portiere, Karl Renar - vicino, Tobias Ringelmann - uomo nel film, Ulf Söhmisch - medico legale

### Trama
Un uomo viene preso dalla polizia mentre tenta di entrare nella sua stessa casa. Dentro trovano poi il patrigno, morto. Nel perquisire la casa scoprono un laboratorio di copie illegali di film.

## La dolce morte
- Titolo originale: Der sanfte Tod
- Diretto da: Günter Gräwert
- Scritto da: Günter Gräwert
- Interpreti: Rolf Schimpf - Leo Kress, Michael Ande - Gerd Heymann, Charles M. Huber - Henry Johnson, Markus Böttcher - Werner Riedmann, Tobias Hoesl - Jens Gilbert, Eva Kryll - Barbara Wehrmann, Edgar Selge - Erich Wehrmann, Rolf Henniger - Herr Bertram, Katharina Matz - Frau Bertram, Axel Bauer - Herr Heinzen, Enzi Fuchs - Frau Heinzen, Egon Biscan, Hermann Giefer, Günter Gräwert, Peter Hart, Miroslav Nemec, Hans Stadlbauer, Werner Zeussel

### Trama
Un uomo che vive solo in appartamento ha l'impianto hi-fi ad alto volume da ore. I vicini chiamano la polizia. Trovano l'uomo morto suicida.

### Colonna sonora
- Frank Duval, Why

## La resa dei conti
- Titolo originale: Die Abrechnung
- Diretto da: Zbynek Brynych
- Scritto da: Volker Vogeler
- Interpreti: Rolf Schimpf - Leo Kress, Michael Ande - Gerd Heymann, Charles M. Huber - Henry Johnson, Markus Böttcher - Werner Riedmann, Markus Böttcher - Werner Riedmann, Wolfgang Zerlett - Meyer Zwo, Bettina Redlich - Sabine Kress, Dieter Schidor - Jan Reiter, Thomas Piper - Thomas Burek, Peter von Strombeck - Axel Mannsfeld, Klaus Höhne - Franz Behrend, Eva Kotthaus - Eva Behrend, Tobias Hoesl - Peter Behrend, Ida Krottendorf - Aufseherin, Ulf Söhmisch - medico legale, Ludwig Haas, Käte Jaenicke, Ursula Karven, Barbara Kutzer

### Trama
Una ragazza si suicida dalla finestra di un appartamento in centro città. Kress è casualmente sotto la finestra mentre lava i panni in una lavanderia automatica con la figlia. La polizia entra poi nell'appartamento e trova il cadavere di un uomo pugnalato.

## Delitto perfetto
- Titolo originale: Tod vor Schalterschluß
- Diretto da: Günter Gräwert
- Scritto da: Max Pierre Schaeffer
- Interpreti: Rolf Schimpf - Leo Kress, Michael Ande - Gerd Heymann, Charles M. Huber - Henry Johnson, Evelyn Opela - Gitta Graf, Stefan Wigger - Horst Mender, Jessica Kosmalla - Ini Mender, Gustl Halenke - Marlies Mender, Manfred Andrae - Ostermann, Paul Neuhaus - Schumacher, Barbara Morawiecz - Haushälterin, Gert Burkard - Filialleiter, Carolina Brandes, Ilona Grandke, Annette Kreft, Claudia Matussek, Fredl Nauderer, Hansi Thoms

### Trama
Una donna si reca in banca. Una volta allo sportello entra un rapinatore armato. Il rapinatore si fa consegnare il denaro in una busta che, cadendo a terra, obbliga lo stesso a chinarsi per prenderlo; parte un colpo di pistola che uccide la donna.

## Duplice omicidio
- Titolo originale: Wie das Leben so spielt
- Diretto da: Dietrich Haugk
- Scritto da: Volker Vogeler
- Interpreti: Rolf Schimpf - Leo Kress, Michael Ande - Gerd Heymann, Charles M. Huber - Henry Johnson, Markus Böttcher - Werner Riedmann, Eleonore Weisgerber - Vera Augustinus, Ralf Schermuly - Heinz Augustinus, Udo Schenk - Peter Albrecht, Marina Krogull - Veronika Albrecht, Ulli Kinalzik - Tom Heimo, Gerd Anthoff - Klaus Banz, Ingeborg Lapsien - Mathilde Banz, Dagmar Hellberg - Hanna Banz, Edgar Walther - Franz Oheim, Andrea Dahmen - Frau Oheim, Ulf Söhmisch - medico legale, Hanna Essinger, Heino Ferch, Abbas Maghfurian

### Trama
Un investigatore privato sta riprendendo una scena intima tra un uomo e una donna con un teleobiettivo; mentre i due amoreggiano entra una persona armata di pistola che uccide la coppia. L'investigatore poi si tramuterà in ricattatore verso l'omicida, ripreso dalla macchina fotografica.

## Tracce cancellate
- Titolo originale: Verwischte Spuren
- Diretto da: Günter Gräwert
- Scritto da: Günter Gräwert
- Interpreti: Rolf Schimpf - Leo Kress, Michael Ande - Gerd Heymann, Charles M. Huber - Henry Johnson, Markus Böttcher - Werner Riedmann, Rosel Zech - Gabriele Lohmann, Sven-Eric Bechtolf - Michael Bernsdorf, Claus Ringer - Günter Holm, Enzi Fuchs - Frau Sedlmüller, Michael Gahr - Gebele, Ulf Söhmisch, Eleonore Melzer - Claudia Bernsdorf, Bettina Pfändner, Eva Röder

### Trama
Una donna a letto telefona alla polizia, dicendo che c'è un intruso in casa. Verrà trovata morta dalla polizia. I sospetti ricadono su un suo amante.

### Colonna sonora
Remo Giazotto, Adagio in Sol minore

## Il killer
- Titolo originale: Ultimo
- Diretto da: Zbynek Brynych
- Scritto da: Volker Vogeler
- Interpreti: Rolf Schimpf - Leo Kress, Michael Ande - Gerd Heymann, Charles M. Huber - Henry Johnson, Markus Böttcher - Werner Riedmann, Ullrich Haupt - Albert Kosak, Christian Kohlund - Holger Kosak, Susanne Uhlen - Susanne Kosak, Gerd Baltus - Rolf Winter, Edith Schneider - Elisabeth Kosak, Wolfrid Lier - Walter Hausner, Dirk Salomon - Mayer Drei, Christiane Hammacher - Frau Wagner, Gert Burkard - Friedmann, Ulf Söhmisch, Margot Mahler, Werner Schulenberg, Helma Seitz, Ron Showell

### Trama
Kosak è un imprenditore rimasto vittima di un attentato in un parcheggio. Inizia l'indagine sul fatto da parte di Kress.

### Colonna sonora
- Jon Lord, Bourée

## Morte di un ragioniere
- Titolo originale: Ein teuflischer Plan
- Diretto da: Alfred Weidenmann
- Scritto da: Volker Vogeler
- Interpreti: Rolf Schimpf - Leo Kress, Michael Ande - Gerd Heymann, Charles M. Huber - Henry Johnson, Markus Böttcher - Werner Riedmann, Reinhild Solf - Karla Bergmeister, Peter Bongartz - Wolfgang Hogart, Edgar Selge - Bernhard Hittfeld, Lisa Kreuzer - Anneliese Weber, Harald Leipnitz - Georg Bergmeister, Andreas Reinl - Wernicke, Peter Bertram - Allstein, Claus Ringer - Leonhart, Karl Renar - Herr Siebert, Gaby Herbst - Frau Siebert, Ulf Söhmisch - medico legale, Gert Burkard - Kellner, Frank Eppelen, Thomas Georgi

### Trama
Un contabile si suicida in ufficio. Contemporaneamente trovano il cadavere del proprietario, morto in casa sua. Kress inizia ad indagare sull'azienda.

### Colonna sonora
- Frank Duval, Lovers Will Survive, Sound II

## Molti motivi per uccidere
- Titolo originale: Die letzte Nacht
- Diretto da: Gero Erhardt
- Scritto da: Volker Vogeler
- Interpreti: Rolf Schimpf - Leo Kress, Michael Ande - Gerd Heymann, Charles M. Huber - Henry Johnson, Markus Böttcher - Werner Riedmann, Christine Buchegger - Beate Steiger, Will Danin - Hans Steiger, Sissy Höfferer - Andrea Bossek, Beate Finckh - Elisabeth Bossek, Esther Hausmann - Sigrid Bossek, Ulli Kinalzik - Hans Schulmann, Volker Bogdan - Werner Schulmann, Käte Jaenicke, Alexander Malachowsky, Heide Ackermann, Holger Petzold, Jutta Kammann, Hans Stadtmüller

### Trama
Un uomo esce di carcere. Viene preso in auto dalla compagna e inseguito da due ragazze in auto, armate. Verrà ucciso più tardi nella casa della compagna.

## Alibi: Mozart…
- Titolo originale: Alibi: Mozart…
- Diretto da: Zbynek Brynych
- Scritto da: Max Pierre Schaeffer, Günter Gräwert
- Interpreti: Rolf Schimpf - Leo Kress, Michael Ande - Gerd Heymann, Charles M. Huber - Henry Johnson, Markus Böttcher - Werner Riedmann, Evelyn Opela - Nicola Evert, Gerd Böckmann - Dr. Günter Evert, Anja Jaenicke - Tina Löbel, Thomas Piper - Horst Dietram, Hans Quest - Otto Burnitz, Ruth Teege - Else Burnitz, Ulf Söhmisch - medico legale, Franz Boehm - Wolfgang Dietram, Dorothea Fuchs, Jutta Kästel, Inge Schulz, Stefan Sichlinger, Henry van Lyck

### Trama
Un noto pianista che vive con il fratello, riceve la visita di una sua amante. Viene ritrovato morto nella sua sala vicino al pianoforte. Testimoni diranno di aver sentito suonare un brano di Mozart nell'ora dell'omicidio, che si rivelerà essere sonata per pianoforte n. 11.

### Colonna sonora
- Mozart, Sonata per pianoforte n. 11

## Scadenza fatale
- Titolo originale: Der Stichtag
- Diretto da: Günter Gräwert
- Scritto da: Max Pierre Schaeffer, Günter Gräwert
- Interpreti: Rolf Schimpf - Leo Kress, Michael Ande - Gerd Heymann, Charles M. Huber - Henry Johnson, Markus Böttcher - Werner Riedmann, Udo Vioff - Oskar Winters, Marianne Nentwich - Martha Winters, Andrea Jonasson - Jilde Wendt, Klaus Wildbolz - Robert Dorr, Eleonore Melzer - Karin Meyrat, Doris Jensen - Hanna Dohmen, Michael Maien - Tonio Benetti, Michaela Merten - Doris Thiele, Bettina Pfändner - Frl. Sommer, Ulf Söhmisch - medico legale, Oliver Domnick, Egbert Greifeneder, Thomas Kylau, Wulf Schmid Noerr

### Trama
Un uomo e una donna salgono su un treno con cuccette, diretti verso Monaco. I due hanno una relazione. La donna viene rinvenuta morta la mattina con il treno in arrivo in città.

## Una strana famiglia
- Titolo originale: Mord ist Mord
- Diretto da: Zbynek Brynych
- Scritto da: Volker Vogeler
- Interpreti: Rolf Schimpf - Leo Kress, Michael Ande - Gerd Heymann, Charles M. Huber - Henry Johnson, Markus Böttcher - Werner Riedmann, Thekla Carola Wied - Karin Althof, Rosel Zech - Ingrid Pohl, Winfried Glatzeder - Werner Pohl, Philipp Moog - Arno Falling, Rudolf Wessely - Hans Falling, Ulf Söhmisch - medico legale, Klaus Abramowsky, Walter Fitz, Peter Neusser, Rusty Raynor, Frithjof Vierock, Michael Westermeier

### Trama
Un uomo e una donna, amanti, si ritrovano in un ufficio di un supermercato. Già in intimità, entrano due uomini mascherati, armati. Vogliono il contenuto della cassaforte.

### Colonna sonora
- OFF, Electrica Salsa
- Mixed Emotions, You Want Love (Maria, Maria...)